# 가자-이스라엘 분쟁
가자-이스라엘 분쟁은 이스라엘-팔레스타인 분쟁의 하나로서, 가자 지구에서 발생한 분쟁을 말한다. 2006년 처음 발생하였고, 하마스와 이스라엘 정부 간의 전쟁이다. 가자 지구는 364.3 평방킬로미터로서, 165만 명이 살며, 1993년 오슬로 협정으로 자치권을 획득하였다. 2006년 급진강경파 하마스가 총선에서 승리한 이래, 전쟁이 재발되었다.

## 과정

### 2012년
2012년 11월 14일, 이스라엘 전투기들이 공습하여 하마스군 최고 지도자 아흐마드 알 자바리를 살해했다. 이에 하마스는 이란 등에서 수입한 카츄사 로켓을 대거 발사했으며, 이스라엘은 아이언돔으로 요격했다. 이스마일 하니야 하마스 총리실도 공습했다. 11월 14일 시작해 닷새째 계속 이스라엘이 공습하였는데, 뉴욕타임즈는 이 공격이 자바리가 이란에서 수입한 파즈르-5 300미리 카추사 로켓 때문이라고 보도했다. 제2차 세계대전에서 나치 독일군을 격파해 유명해진 소비에트 연방의 130미리 BM-13 카추사 로켓은 300미리가 최대 구경이다. BM-13 카추사가 워낙 유명해서 다른 모델은 각각 다른 이름이 있음에도 모두 카추사라고 부른다. 이스라엘 정부가 문제삼는 것은, 기존의 저구경 카추사는 사거리가 짧아 이스라엘 최대 도시인 텔아이브와 수도 예루살렘이 안전했으나, 파즈르-5 사거리 70km에 들어오기 때문이다. 실제로 이번 전쟁에서 하마스는 파즈르-5를 발사했다. 보통 300미리 카추사는 사거리가 90km 이상으로 알려져 있다.

## 참고 자료
- 홍미정·서정환. 《울지마, 팔레스타인》. 시대의창. 2013년. ISBN 9788959402663

## 같이 보기
- 가자 전쟁
- 2014년 이스라엘–가자 분쟁
- 2021년 이스라엘–팔레스타인 위기
- 2023년 이스라엘–하마스 전쟁